# Football League One 2015/16
Het seizoen 2015/16 van de Football League One (ook wel Sky Bet League One vanwege sponsorcontracten) is het twaalfde seizoen van de Football League One onder de huidige naam en het drieëntwintigste seizoen in de huidige opzetting. Het seizoen 2015/16 begon op 8 augustus 2015 en eindigde op 8 mei 2016.

## Teams
Er namen 24 teams deel aan de Football League One in het seizoen 2015/16. Zeven teams waren afkomstig uit andere divisies en zeven teams waren naar andere competities gepromoveerd of gedegradeerd. Burton Albion, Shrewsbury Town, Bury en Southend United promoveerden vanuit de League Two terwijl Millwall, Wigan Athletic en Blackpool waren gedegradeerd uit de Football League Championship.
| Club                | Stadion                        | Capaciteit |
| ------------------- | ------------------------------ | ---------- |
| Barnsley            | Oakwell                        | 23.009     |
| Blackpool           | Bloomfield Road                | 16.750     |
| Bradford City       | Valley Parade                  | 25.136     |
| Burton Albion       | Pirelli Stadium                | 6.912      |
| Bury                | Gigg Lane                      | 11.640     |
| Chesterfield        | Proact Stadium                 | 10.400     |
| Colchester United   | Weston Homes Community Stadium | 10.105     |
| Coventry City       | Ricoh Arena                    | 32.500     |
| Crewe Alexandra     | Alexandra Stadium              | 10.066     |
| Doncaster Rovers    | Keepmoat Stadium               | 15.231     |
| Fleetwood Town      | Highbury Stadium               | 5.311      |
| Gillingham          | Priestfield Stadium            | 11.582     |
| Millwall            | The Den                        | 20.146     |
| Oldham Athletic     | Boundary Park                  | 10.638     |
| Peterborough United | London Road                    | 14.319     |
| Port Vale           | Vale Park                      | 18.947     |
| Rochdale            | Spotland Stadium               | 10.249     |
| Scunthorpe          | Glanford Park                  | 9.183      |
| Sheffield United    | Bramall Lane                   | 32.702     |
| Shrewsbury Town     | New Meadow                     | 9.875      |
| Southend United     | Roots Hall                     | 12.392     |
| Swindon Town        | County Ground                  | 15.728     |
| Walsall             | Bescot Stadium                 | 11.300     |
| Wigan Athletic      | DW Stadium                     | 25.023     |

## Eindstand
| №  | Club                | WG | W  | G  | V  | DV | DT | +/– | Punten |
| -- | ------------------- | -- | -- | -- | -- | -- | -- | --- | ------ |
|    | Wigan Athletic      | 46 | 24 | 15 | 7  | 82 | 45 | +37 | 87     |
| 2  | Burton Albion       | 46 | 25 | 10 | 11 | 57 | 37 | +20 | 85     |
| 3  | Walsall             | 46 | 24 | 12 | 10 | 71 | 49 | +22 | 84     |
| 4  | Millwall            | 46 | 24 | 9  | 13 | 73 | 49 | +24 | 81     |
| 5  | Bradford City       | 46 | 23 | 11 | 12 | 55 | 40 | +15 | 80     |
| 6  | Barnsley            | 46 | 22 | 8  | 16 | 70 | 54 | +16 | 74     |
| 7  | Scunthorpe United   | 46 | 21 | 11 | 14 | 60 | 47 | +13 | 74     |
| 8  | Coventry City       | 46 | 19 | 12 | 15 | 67 | 49 | +18 | 69     |
| 9  | Gillingham          | 46 | 19 | 12 | 15 | 71 | 56 | +15 | 69     |
| 10 | Rochdale            | 46 | 19 | 12 | 15 | 68 | 61 | +7  | 69     |
| 11 | Sheffield United    | 46 | 18 | 12 | 16 | 64 | 59 | +5  | 66     |
| 12 | Port Vale           | 46 | 18 | 11 | 17 | 56 | 58 | –2  | 65     |
| 13 | Peterborough United | 46 | 19 | 6  | 21 | 82 | 73 | +9  | 63     |
| 14 | Bury                | 46 | 16 | 12 | 18 | 56 | 73 | –17 | 60     |
| 15 | Southend United     | 46 | 16 | 11 | 19 | 58 | 64 | –6  | 59     |
| 16 | Swindon Town        | 46 | 16 | 11 | 19 | 64 | 71 | –7  | 59     |
| 17 | Oldham Athletic     | 46 | 12 | 18 | 16 | 44 | 58 | –14 | 54     |
| 18 | Chesterfield        | 46 | 15 | 8  | 23 | 58 | 70 | –12 | 53     |
| 19 | Fleetwood Town      | 46 | 12 | 15 | 19 | 52 | 56 | –4  | 51     |
| 20 | Shrewsbury Town     | 46 | 13 | 11 | 22 | 58 | 79 | –21 | 50     |
| 21 | Doncaster Rovers    | 46 | 11 | 13 | 22 | 48 | 64 | –16 | 46     |
| 22 | Blackpool           | 46 | 12 | 10 | 24 | 40 | 63 | –23 | 46     |
| 23 | Colchester United   | 46 | 9  | 13 | 24 | 57 | 99 | –42 | 40     |
| 24 | Crewe Alexandra     | 46 | 7  | 13 | 26 | 46 | 83 | –37 | 34     |

## Play-offs
|  | Halve finale  | Halve finale | Halve finale |   |          | Finale | Finale | Finale |
|  |               |              |              |   |          |        |        |        |
|  | Walsall       | 0            | 1            |   |          |        |        |        |
|  | Barnsley      | 3            | 3            |   |          |        |        |        |
|  | Barnsley      | 3            | 3            |   | Barnsley |        | 3      |        |
|  |               |              |              |   | Barnsley |        | 3      |        |
|  |               | Millwall     |              | 1 |          |        |        |        |
|  | Millwall      | Millwall     | 3            | 1 | 1        |        |        |        |
|  | Millwall      |              | 3            |   | 1        |        |        |        |
|  | Bradford City | 1            | 1            |   |          |        |        |        |

## Statistieken

### Topscorers
- In onderstaand overzicht zijn alleen de spelers opgenomen met twintig of meer treffers achter hun naam.

| № | Speler         | Club              | Goals | Pen. | Duels | Gem  |
| - | -------------- | ----------------- | ----- | ---- | ----- | ---- |
| 1 | Will Grigg     | Wigan Athletic    | 25    | 5    | 40    | 0,62 |
| 2 | Nicky Ajose    | Swindon Town      | 24    | 3    | 38    | 0,63 |
| 3 | Sam Winnall    | Barnsley FC       | 21    | 2    | 43    | 0,49 |
| 4 | Billy Sharp    | Sheffield United  | 21    | 5    | 44    | 0,48 |
| 5 | Adam Armstrong | Coventry City     | 20    | 2    | 40    | 0,50 |
| 6 | Paddy Madden   | Scunthorpe United | 20    | 4    | 46    | 0,43 |